# Кесідрал-Сіті (Каліфорнія)
Кесідрал-Сіті (англ. Cathedral City) — місто (англ. city) в США, в окрузі Ріверсайд штату Каліфорнія. Населення — 51 493 особи (2020).

## Географія
Кесідрал-Сіті розташований за координатами 33°50′8″ пн. ш. 116°27′47″ зх. д. / 33.83556° пн. ш. 116.46306° зх. д. (33.835487, -116.463103).  За даними Бюро перепису населення США в 2010 році місто мало площу 56,35 км², з яких 55,68 км² — суходіл та 0,67 км² — водойми.

## Демографія
Згідно з переписом 2010 року, у місті мешкало 51 200 осіб у 17 047 домогосподарствах у складі 11 056 родин. Густота населення становила 909 осіб/км².  Було 20995 помешкань (373/км²).
Расовий склад населення:
| - 63,5 % — білих - 5,0 % — азіатів - 2,6 % — чорних або афроамериканців - 1,1 % — корінних американців - 0,1 % — вихідців з тихоокеанських островів - 23,5 % — осіб інших рас |

До двох чи більше рас належало 4,2 %. Частка іспаномовних становила 58,8 % від усіх мешканців.
За віковим діапазоном населення розподілялося таким чином: 27,1 % — особи молодші 18 років, 58,5 % — особи у віці 18—64 років, 14,4 % — особи у віці 65 років та старші. Медіана віку мешканця становила 36,0 року. На 100 осіб жіночої статі у місті припадало 105,9 чоловіків;  на 100 жінок у віці від 18 років та старших — 107,2 чоловіків також старших 18 років.
Середній дохід на одне домашнє господарство  становив 56 474 долари США (медіана — 39 872), а середній дохід на одну сім'ю — 61 747 доларів (медіана — 44 483). Медіана доходів становила 31 444 долари для чоловіків та 31 685 доларів для жінок. За межею бідності перебувало 23,1 % осіб, у тому числі 32,7 % дітей у віці до 18 років та 14,2 % осіб у віці 65 років та старших.
Цивільне працевлаштоване населення становило 21 875 осіб. Основні галузі зайнятості: мистецтво, розваги та відпочинок — 21,3 %, освіта, охорона здоров'я та соціальна допомога — 18,8 %, науковці, спеціалісти, менеджери — 15,2 %, роздрібна торгівля — 14,9 %.